# Vuelo 214 de Pan Am
El vuelo 214 de Pan Am fue un vuelo programado de Pan American World Airways, de San Juan, Puerto Rico a Filadelfia, Pennsilvania, con escala en Baltimore, Maryland. El 8 de diciembre de 1963, el Boeing 707 que operaba el vuelo, se estrelló cerca de Elkton mientras volaba de Baltimore a Filadelfia, después de ser alcanzado por un rayo. Los 81 tripulantes del avión fallecieron. Fue el primer accidente fatal de Pan Am con el 707, que había sido introducido en su flota cinco años antes.
Una investigación de la Junta de Aeronáutica Civil concluyó que la causa del accidente fue el impacto de un rayo que encendió los vapores en uno de los tanques de combustible del avión, causando una explosión que destruyó una de las alas. La forma exacta de la ignición nunca fue determinada, pero la investigación arrojó información sobre cómo los rayos pueden dañar las aeronaves, lo que dio lugar a nuevas regulaciones de seguridad. El accidente generó también investigaciones sobre la seguridad de varios tipos de combustible de aviación y sobre métodos para reducir los vapores peligrosos en los tanques de combustible.

## Aeronave
La aeronave era un Boeing 707-121, matrícula N709PA. Bautizado como Clipper Tradewind, era el avión más antiguo de la flota de aviones comerciales de Estados Unidos al momento del accidente. Fue entregado a Pan Am el 27 de octubre de 1958, y al momento del accidente contaba con un total de 14 609 horas de vuelo. Era impulsado por cuatro motores turbojet Pratt & Whitney JT3C-6 y su valor estimado era de $3400 millones de dólares.
En 1959, la aeronave tuvo incidente en el cual el motor exterior derecho se desprendió del ala durante un vuelo de entrenamiento en Francia. El avión entró en un giro repentino durante una demostración de control de velocidad mínima de la aeronave, y las fuerzas aerodinámicas causaron que el motor se desprendiera. El piloto recuperó el control de la aeronave y aterrizó a salvo en Londres utilizando las tres turbinas restantes. La turbina desprendida cayó en un campo al sudoeste de París, lugar de donde despegó el avión, sin causar daños.

## Pasajeros y tripulación
El vuelo transportaba 73 pasajeros, que murieron en el accidente. Todos eran residentes estadounidenses.
El piloto era George Knuth, de 45 años, originario de Long Island. Había volado para Pan Am por 22 años y tenía acumuladas 17 049 horas de experiencia de vuelo, incluidas 2890 en el Boeing 707. Estuvo involucrado en otro accidente en 1949, cuando como piloto del vuelo 100 de Pan Am, un Lockheed Constellation en vuelo sobre Port Washington, Nueva York, fue impactado por un Cessna 140 monomotor. Los dos ocupantes del Cessna murieron, pero el capitán Knuth logró aterrizar de manera segura sin que su tripulación o pasajeros sufrieran lesiones.
El primer oficial era John Dale, de 48 años, también de Long Island. Tenía un total de 13 963 horas vuelo, de las cuales 2681 eran en el Boeing 707. El segundo oficial era Paul Orringer, de 42 años, originario de New Rochelle, Nueva York. Tenía 10 008 horas vuelo, incluidas 2808 en aeronaves Boeing 707. El mecánico de vuelo era John Kantlehner, de Long Island. Tenía una experiencia de 6066 horas vuelo, incluidas 76 horas en el Boeing 707.

## Accidente
El vuelo 214 de Pan Am era un vuelo regular programado del Aeropuerto Internacional Isla Verde, en San Juan, Puerto Rico, al Aeropuerto Internacional de Filadelfia, con una escala en el Aeropuerto Friendship de Baltimore. Operaba tres veces a la semana como contraparte del vuelo 213, que volaba de Filadelfia a San Juan vía Baltimore más temprano el mismo día. El vuelo 214 despegó de San Juan a las 4:10 p. m. ET, con 140 pasajeros y ocho tripulantes, y aterrizó en Baltimore a las 7:10 p. m. La tripulación no reportó problemas de mantenimiento o cualquier otra clase de problemas durante el vuelo. Después de que 67 pasajeros desembarcaran en Baltimore, la aeronave despegó a las 8:24 p. m. con los 73 pasajeros restantes para el último tramo al Aeropuerto Internacional de Filadelfia.
Mientras el vuelo se aproximaba a Filadelfia, los pilotos establecieron contacto con el control de tráfico aéreo cerca de Filadelfia a las 8:42 p. m. El controlador informó a los pilotos que el aeropuerto estaba experimentando una línea de tormentas eléctricas en las cercanías, acompañada de fuertes vientos y turbulencia. El controlador preguntó a los pilotos si querían proceder directamente al aeropuerto o ingresar a un patrón de espera hasta que pasara la tormenta. La tripulación eligió permanecer a 1524 metros, en un patrón de espera con otras cinco aeronaves. El controlador informó a los pilotos que el retraso podría durar aproximadamente 30 minutos. Había una fuerte lluvia en el área de espera, con rayos frecuentes, y ráfagas de viento de hasta 80 km/h.
A las 8:58 p. m., la aeronave explotó. Los pilotos pudieron transmitir un último mensaje: «MAYDAY, MAYDAY, MAYDAY. Clipper 214 fuera de control. Aquí vamos». Segundos más tarde, el primer oficial del vuelo 16 de National Airlines, manteniéndose 305 metros más arriba en el mismo patrón de espera, reportó por radio, «Clipper 214 está cayendo en llamas». La aeronave se estrelló a las 8:59 p. m. en un campo de maíz al este de Elkton (Maryland), cerca de la autopista de Delaware, incendiando el campo mojado por la lluvia. La aeronave quedó completamente destruida, y todos los ocupantes fallecieron.
Fue la primera aeronave de Pan Am en estrellarse en cinco años desde que la compañía introdujo ese modelo en su flota.

## Consecuencias

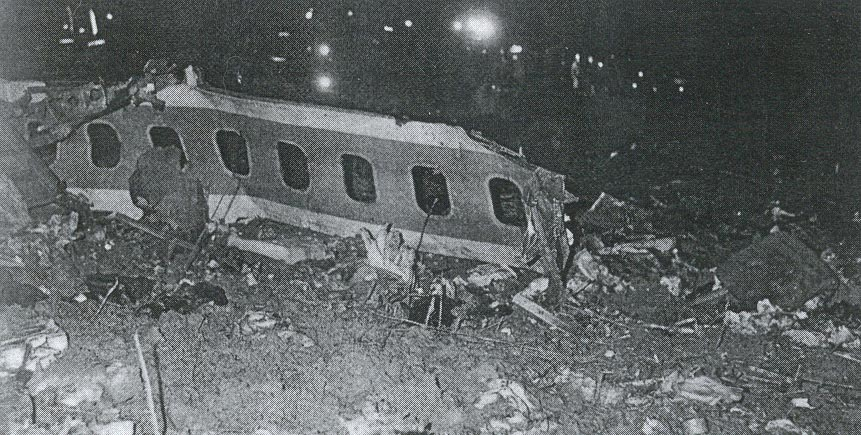
Restos del vuelo después del accidente

Un policía estatal de Maryland que se encontraba patrullando en la ruta 213, alertó por radio mientras conducía al lugar del accidente, al este de Elkton, cerca de la frontera estatal. Fue el primero en llegar al lugar y declaró posteriormente «No era un incendio grande. Eran varios incendios pequeños. Una parte del fuselaje con cerca de 8 o 10 marcos de ventanillas era la única parte reconocible que pude ver. Era solo un campo de escombros. No parecía una aeronave. Los motores se enterraron de 3 a 4 metros y medio por la fuerza del impacto».
Pronto fue obvio para los bomberos y oficiales de policía que poco se podía hacer, además de extinguir los incendios y comenzar a recoger los cadáveres. Los restos estaban envueltos en incendios intensos que ardieron por más de cuatro horas. Los socorristas y policías de todo el condado, junto con personal del Centro de Entrenamiento Naval de Bainbridge, apoyaron con la recuperación. Patrullaron el área con bengalas y colocaron reflectores para definir la escena del accidente y para asegurarse de que los escombros y restos humanos permanecieran sin ser alterados por espectadores curiosos.
Los restos de las víctimas fueron llevados a la Armería de la Guardia Nacional en Filadelfia, donde se instaló una morgue temporal. Familiares asistieron a la armería, pero los oficiales descartaron la posibilidad de identificar visualmente a las víctimas. Le tomó nueve días al médico forense estatal identificar a todas las víctimas, usando huellas digitales, registros dentales, y efectos personales cercanos. En algunos casos, el equipo reconstruyó el rostro de las víctimas a medida de lo posible usando maniquíes.
El cráter del impacto principal contenía la mayor parte del fuselaje de la aeronave, el tren principal izquierdo, y el tren de nariz. Se hallaron fragmentos del ala derecha y fuselaje del avión, el tren de aterrizaje principal derecho, superficies horizontales y verticales de la cola y dos de los motores a 110 m del cráter. Un rastro de escombros del avión se extendió a más de 6 km del punto de impacto. La punta entera del ala izquierda fue encontrada cerca de 3 km del lugar del accidente. Partes de los restos abrieron un agujero de 12 metros en un camino rural, rompieron ventanas en una casa cercana y esparcieron combustible de avión en llamas en una área extensa.
La Junta de Aeronáutica Civil fue notificada del accidente y fue enviada desde Washington D. C. para llevar a cabo una investigación. Testigos del accidente describieron escuchar una explosión y ver el avión en llamas mientras descendía. De los 140 testigos entrevistados, 99 reportaron ver una aeronave o un objeto en llamas en el cielo. Siete testigos señalaron haber visto un rayo golpear la aeronave. 72 testigos dijeron que la bola de fuego ocurrió al mismo tiempo, o inmediatamente después del impacto del rayo. 33 testigos reportaron que la aeronave explotó después de haberla visto arder.

## Investigación

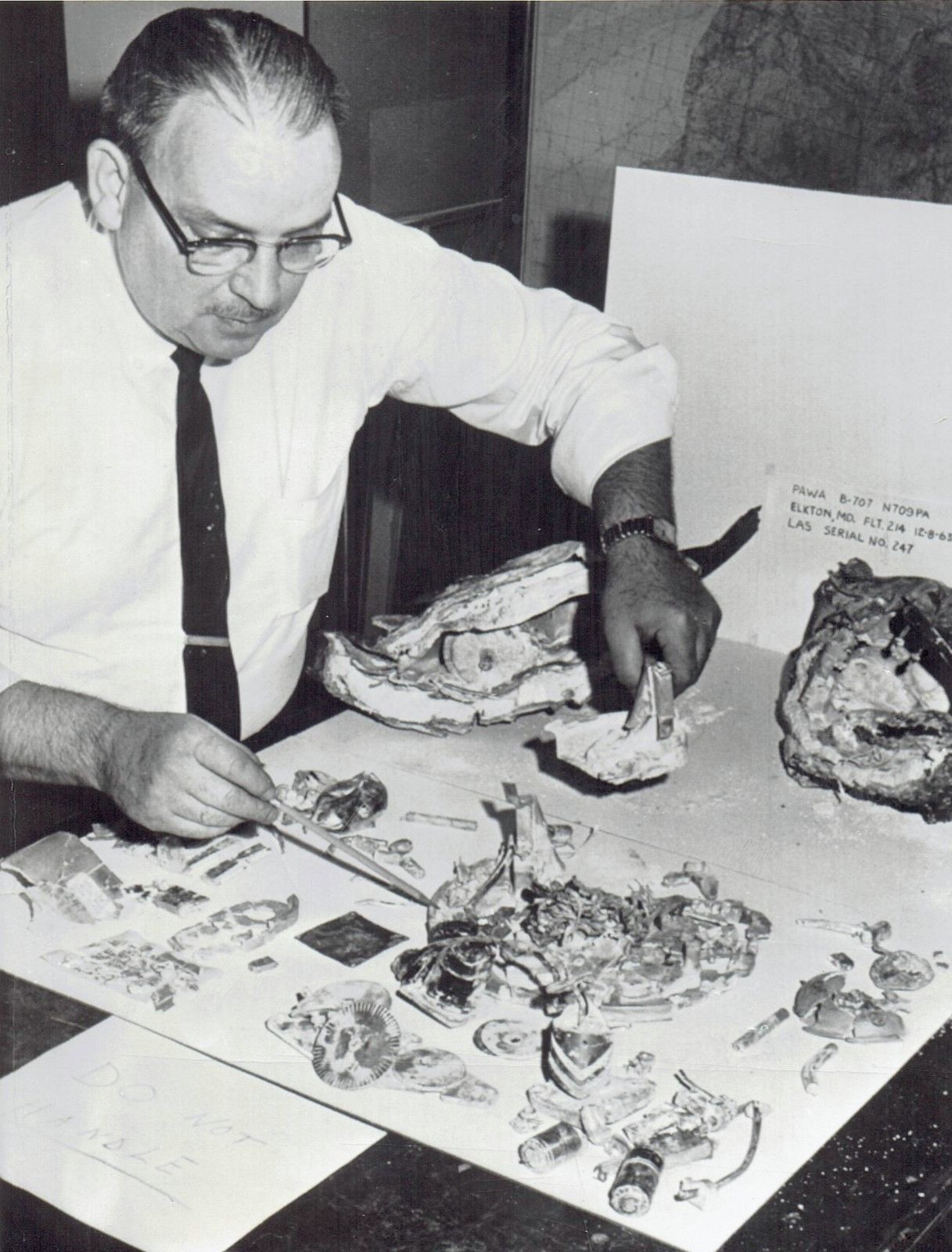
Un ingeniero de la CAB examina la dañada grabadora de vuelo del Pan Am 214

La Junta de Aeronáutica Civil (CAB) asignó a más de una docena de investigadores una hora después del accidente. El equipo de la CAB fue asistido por investigadores de la compañía Boeing, de Pan American World Airways, de la Asociación de Pilotos de Líneas Aéreas, del fabricante de los motores Pratt & Whitney, del Buró Federal de Investigaciones (FBI), y de la Agencia Federal de Aviación. Los costos de las investigaciones de la CAB rara vez excedían los $10,000 USD, pero la Junta gastaría alrededor de $125,000 USD para la investigación de este accidente, además del dinero gastado por Boeing, la Administración Federal de Aviación (FAA), el fabricante de los motores, y otros proveedores de partes de aeronaves durante las investigaciones adicionales.
Las teorías iniciales de la causa del accidente se enfocaron en la posibilidad de que el avión hubiera experimentado turbulencias severas que provocaran la ruptura del tanque de combustible, o de una línea de combustible, lo que causó un incendio debido a una fuga de combustible. Samuel Stratton, de la Cámara de Representantes de los Estados Unidos, de Schenectady, Nueva York, envió un telegrama a la FAA instándoles a restringir las operaciones de vuelo en condiciones meteorológicas de turbulencia, pero la FAA respondió que no veían un patrón que sugiriera la necesidad de tales restricciones, y Boeing estuvo de acuerdo. Otras teorías incluían sabotaje o rayos, pero al anochecer después del primer día, los investigadores no habían encontrado evidencia de tales teorías. También se especuló como factor la fatiga del metal resultante del incidente ocurrido en 1959, pero la aeronave había sido sometida a cuatro revisiones de mantenimiento desde el accidente sin que se detectaran problemas.
Los investigadores localizaron rápidamente la grabadora de datos del vuelo, que había resultado gravemente dañada en el impacto. Construida para resistir un impacto 100 veces mayor que la fuerza de gravedad, había sido sometida al doble de fuerza, y la cinta parecía estar dañada irremediablemente. El presidente de la CAB, Alan Boyd, informó a los reporteros poco después del accidente que «estaba tan compactada que no hay forma de saber en este momento si podemos obtener información útil de ella». Finalmente, los investigadores fueron capaces de extraer información del 95% de la cinta que estaba en la grabadora.

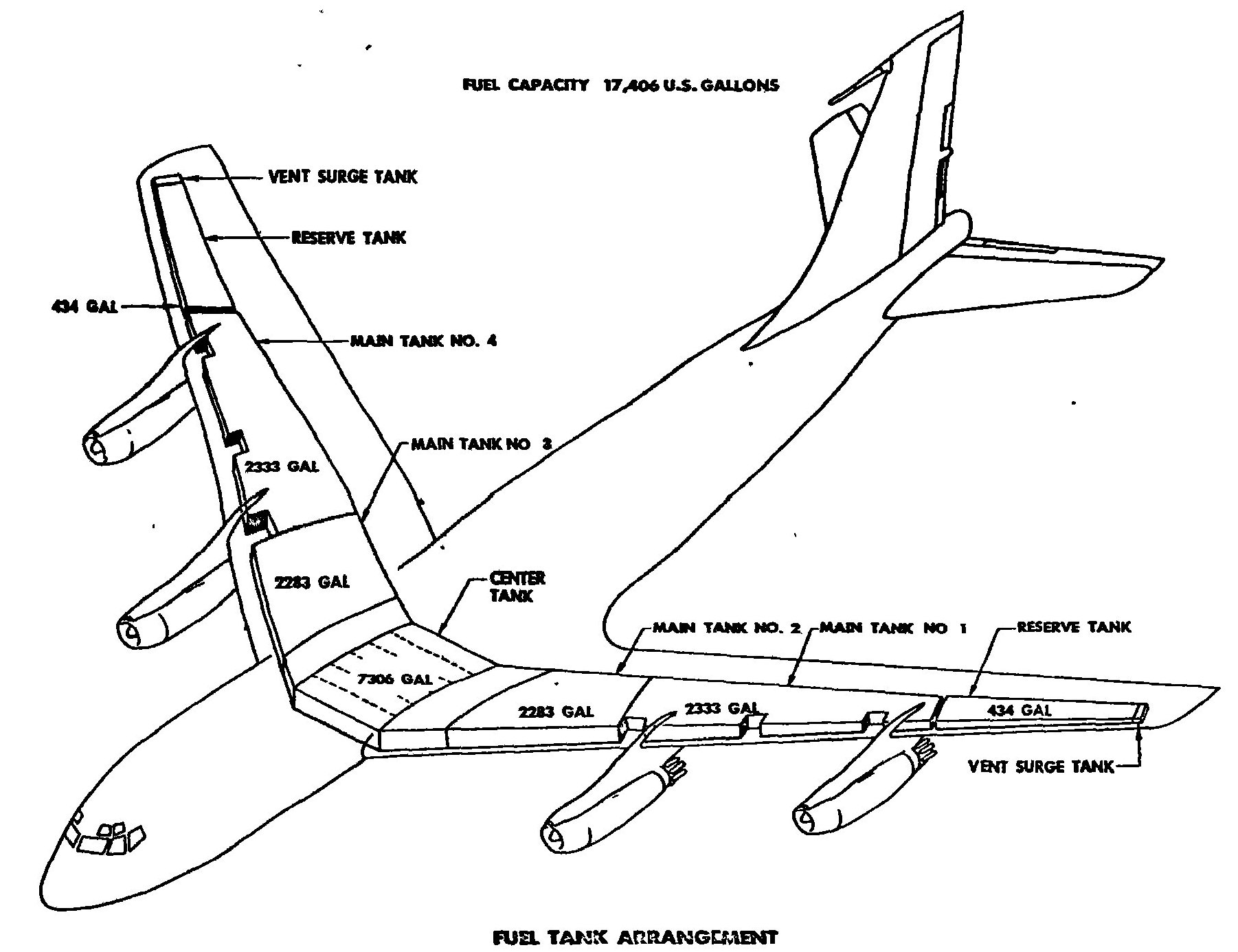
Diagrama del diseño del tanque de combustible del vuelo 214

La recuperación de los restos se llevó a cabo en un período de 12 días, y se utilizaron 16 camiones para transportar los escombros a la Base Bolling de la Fuerza Aérea, en Washington D. C. para que los investigadores los examinaran y reensamblaran. Los investigadores revelaron la evidencia de un incendio ocurrido durante el vuelo, y al menos un investigador comentó que era casi seguro había ocurrido una explosión de algún tipo. El testimonio de los testigos confirmó posteriormente que el avión se estaba incendiando durante su caída al lugar del impacto.
En cuestión de días, los investigadores reportaron que el accidente aparentemente había sido causado por una explosión que había arrancado la punta de una de las alas. La punta fue encontrada cerca de 5 km del lugar del accidente con marcas de quemaduras y abultamientos por una aparente fuerza explosiva interna. Restos de 3 metros de la punta del ala fueron encontrados en varios puntos a lo largo de la trayectoria de vuelo cerca del cráter de impacto. Los investigadores revelaron que era poco probable que una fuerte turbulencia hubiera causado el accidente, porque las tripulaciones de otras aeronaves que habían estado dando vueltas en el área, reportaron que el aire estaba relativamente tranquilo en ese momento. También dijeron que el avión había tenido que caer en picada una distancia considerable antes de que las fuerzas aerodinámicas lo hubieran hecho romperse y explotar, pero era evidente que la aeronave se había incendiado cerca de su altitud crucero de 1524 metros. 
Antes de este vuelo, no se conocía de ningún otro caso de un rayo que provocara la caída de un avión, a pesar de muchos casos de aviones impactados. Los investigadores encontraron que, en promedio, cada avión es alcanzado por un rayo una o dos veces al año. Científicos y representantes de la industria aérea, cuestionaron enérgicamente la teoría de que un rayo pudiera haber causado la explosión de la aeronave, calificándolo de improbable. El ejemplo más cercano de un caso así ocurrió cerca de Milán, Italia, en junio de 1959 cuando un Lockheed L-1049 Super Constellation se estrelló como resultado de la electricidad estática que encendió el vapor del combustible que emanaba de los conductos de ventilación. A pesar de la oposición, los investigadores hallaron múltiples marcas de impactos de rayos en la punta del ala izquierda, y una área extensa de daño que se extendía a lo largo del borde trasero del ala, llevando a los investigadores a creer que un rayo era, de hecho, la causa. La CAB lanzó un programa urgente de investigación en un intento por identificar las condiciones en las que los vapores del combustible en las alas podían hacer ignición por un rayo. A una semana del accidente, la FAA emitió una orden que requería la instalación de descargadores de electricidad estática en los cerca de cien aviones de pasajeros de Boeing que aún no habían sido equipados con dicho dispositivo. Los representantes de la industria aérea fueron críticos con tal orden, argumentando que no había evidencia de que los descargadores tuvieran beneficio alguno, ya que no estaban diseñados para manejar los efectos de un rayo, además de que la orden podía crear la falsa impresión de que el riesgo por impacto de rayos había sido resuelto.
La CAB realizó una audiencia pública en Filadelfia, en febrero de 1964, como parte de su investigación. Los expertos aún no habían concluido que un rayo hubiera causado el accidente, pero estaban investigando cómo un rayo podría haber desencadenado la explosión. La FAA dijo que realizaría una investigación para determinar la seguridad relativa de dos tipos de combustible de avión usado en los Estados Unidos, ambos presentes en los tanques de combustible del vuelo 214. Las críticas al combustible Jet B que estaba en los tanques se centraron en el hecho de que sus vapores podían hacer ignición fácilmente a las bajas temperaturas encontradas en vuelo. Los defensores del Jet-B respondieron que el combustible eran tan seguro, o más seguro que el Jet A, el otro combustible usado en los aviones en aquel entonces.
Pan Am realizó una prueba de vuelo en un Boeing 707 para investigar si el combustible podía filtrarse del sistema de ventilación del tanque durante el vuelo que intentó simular turbulencias moderadas a fuertes. La prueba no reveló alguna descarga de combustible, pero hubo evidencias de que el combustible entró al sistema de ventilación, se había acumulado en los tanques de compensación, y había regresado al tanque de combustible. Pan Am dijo que probaría un nuevo sistema para inyectar gas inerte en los espacios de aire sobre los tanques de combustible en las aeronaves en un intento por reducir el riesgo de mezclas peligrosas de aire y combustible que pudieran hacer ignición.
El 3 de marzo de 1965, la CAB publicó su reporte final del accidente. Los investigadores concluyeron que un impacto de un rayo había provocado la ignición de la mezcla combustible-oxígeno en el tanque 1 de combustible de reserva, que provocó una desintegración explosiva en el extremo del ala izquierda, causando una pérdida de control. A pesar de haber sido uno de sus más extensos esfuerzos de investigación en su historia, la agencia no pudo identificar la mecánica exacta de la ignición del combustible, concluyendo que un rayo había encendido los vapores a través de una vía aún desconocida. La Junta puntualizó «Se considera que el estado actual de las técnicas, no permite una extensión de los resultados de las pruebas a conclusiones incondicionales de todos los aspectos de los efectos de los rayos naturales. Se reconoce la necesidad de investigaciones adicionales y se planea una programación adicional».

## Legado
El accidente del vuelo 214 atrajo la atención sobre riesgos previamente desconocidos para las aeronaves por impactos de rayos. Un mes después del accidente, la FAA formó un comité técnico en protección para sistemas de combustibles por rayos, incluyendo a los expertos de la FAA, la CAB, otras agencias gubernamentales y expertos en rayos. El comité acordó realizar estudios de corto y largo alcance sobre el impacto de rayos en sistemas de combustible de las aeronaves, y las posibles medidas para anular tales riesgos. En 1967, la FAA actualizó las normas de aeronavegabilidad para aviones en la categoría de transporte con requisitos para que los sistemas de combustible fueran diseñados para prevenir la ignición por impactos de rayos, del vapor del combustible dentro del sistema, y publicó una guía relacionada para esos requisitos. En 1970 se promulgaron requisitos adicionales para proteger a las aeronaves de los rayos.
Surgieron varias mejoras en el diseño de aviones como resultado de los nuevos lineamientos y regulaciones. Se prestó mayor atención en las uniones eléctricas de los componentes instalados en las superficies de los tanques de combustible localizados en las alas, como tapas de llenado de combustible, válvulas de drenado, y paneles de acceso, hacia las estructuras circundantes. Se añadieron supresores de fuego en la ventilación del combustible hacia la aeronave para detectar y extinguir los vapores de combustible que podían hacer ignición en las salidas de las ventilas de combustible. Se aumentó el grosor de las superficies de aluminio de las alas para reducir la posibilidad de que los rayos pudieran derretir los componentes internos del ala a través de la superficie de la misma.